# مجموعه ورزشی آنیانگ
مجموعه ورزشی آنیانگ (به لاتین: Anyang Sports Complex) یک ورزشکاه فوتبال در کره جنوبی است که در دونگان-گو واقع شده‌است.